# Сергейково (Опочецкий район)
Сергейково — деревня в Опочецком районе Псковской области России. Входит в состав Звонской волости.
Расположена в 18 км к юго-востоку от города Опочка.
Численность населения по состоянию на 2000 год составляла 17 человек, на 2012 год — 2 человека.